# Associazione Calcio Nuova Maceratese 2000-2001
Questa pagina raccoglie le informazioni riguardanti l'Associazione Calcio Nuova Maceratese nelle competizioni ufficiali della stagione 2000-2001.

## Rosa
| N. |                   | Ruolo | Calciatore         |
| -- | ----------------- | ----- | ------------------ |
|    | Italia (bandiera) | A     | Filippo Barban     |
|    | Italia (bandiera) |       | Cervigni           |
|    | Italia (bandiera) | D     | Luciano Civero     |
|    | Italia (bandiera) | C     | Andrea D'Angelo    |
|    | Italia (bandiera) | P     | Giampaolo Di Magno |
|    | Italia (bandiera) | C     | Elio Di Toro       |
|    | Italia (bandiera) | C     | Francesco Felici   |
|    | Italia (bandiera) | C     | Andrea Ferrari     |
|    | Italia (bandiera) | C     | Sergio Filipponi   |
|    | Italia (bandiera) | C     | Filippo Gattari    |
|    | Italia (bandiera) | D     | Andrea Gorrini     |
|    | Italia (bandiera) | D     | Diego Lappanese    |
|    | Italia (bandiera) | A     | Saverio Luciani    |
|    | Italia (bandiera) | C     | Leonardo Malaguti  |
|    | Italia (bandiera) | A     | Simone Malatesta   |
|    | Italia (bandiera) | C     | Manolo Manoni      |

| N. |                   | Ruolo | Calciatore             |
| -- | ----------------- | ----- | ---------------------- |
|    | Italia (bandiera) | D     | Eddy Mengo             |
|    | Italia (bandiera) | D     | Roberto Mollo          |
|    | Italia (bandiera) | A     | Michele Padolecchia    |
|    | Italia (bandiera) | C     | Marco Pelliccia        |
|    | Italia (bandiera) | C     | Michele Pietrella      |
|    | Italia (bandiera) |       | Riccardo               |
|    | Italia (bandiera) | C     | Giuseppe Sampino (cap) |
|    | Italia (bandiera) | D     | Simone Schicchi        |
|    | Italia (bandiera) | C     | Alessandro Tagli       |
|    | Italia (bandiera) | P     | Federico Tassotti      |
|    | Italia (bandiera) | A     | Gianluca Tomassini     |
|    | Italia (bandiera) | C     | Francesco Valiani      |
|    | Italia (bandiera) | D     | Gaetano Vastola        |
|    | Italia (bandiera) | A     | Andrea Verdicchio      |
|    | Italia (bandiera) | C     | Leandro Vessella       |